# Christie Laing
Christie Laing (Vancouver, 10 de abril de 1985) es una actriz canadiense, reconocida principalmente por interpretar el papel de Carly Diggle en Arrow, de Marian en Once Upon a Time y de Michelle Hunter en iZombie. Sus créditos en cine incluyen apariciones en películas como Scary Movie 4, A Fairly Odd Movie: Grow Up, Timmy Turner! y Percy Jackson y el ladrón del rayo.

## Filmografía

### Cine
| Año  | Título                                             | Personaje           | Observaciones |
| ---- | -------------------------------------------------- | ------------------- | ------------- |
| 2000 | 2gether                                            | Fanática de 2gether | Telefilme     |
| 2004 | Going the Distance                                 | Chica sexy          |               |
| 2004 | Sudbury                                            | Rachel              | Telefilme     |
| 2006 | Scary Movie 4                                      |                     |               |
| 2006 | Just a Phase                                       | Amy                 | Telefilme     |
| 2008 | Sea Beast                                          | Erin                | Telefilme     |
| 2008 | The Mrs. Clause                                    | Vendedora           | Telefilme     |
| 2010 | Tucker & Dale vs. Evil                             | Naomi               |               |
| 2010 | Percy Jackson & the Olympians: The Lightning Thief | Afrodita            |               |
| 2010 | Lying to Be Perfect                                | Tish                | Telefilme     |
| 2010 | The Boy Who Cried Werewolf                         | Tiffany Whit        | Telefilme     |
| 2011 | A Fairly Odd Movie: Grow Up, Timmy Turner!         | Janice              | Telefilme     |
| 2013 | Nearlyweds                                         | Anna                | Telefilme     |
| 2013 | Window Wonderland                                  | Megan               | Telefilme     |
| 2014 | June in January                                    | Tessa Williams      | Telefilme     |
| 2015 | Wish Upon a Christmas                              | Rachel              | Telefilme     |
| 2015 | Angel of Christmas                                 | Hayley              | Telefilme     |
| 2016 | The Mistletoe Promise                              | Holly               | Telefilme     |

### Televisión
| Año           | Título              | Personaje                    | Observaciones |
| ------------- | ------------------- | ---------------------------- | ------------- |
| 2000          | Freedom             |                              | 1 episodio    |
| 2004          | Romeo!              | Marin                        | 1 episodio    |
| 2004          | The Days            | Harris                       | 2 episodios   |
| 2004          | Dead Like Me        | Porrista                     | 1 episodio    |
| 2004-06       | Smallville          | Mindy/Katherine Goodwin      | 2 episodios   |
| 2005-06       | Supernatural        | Taylor/El demonio de Johnson | 2 episodios   |
| 2005-07       | The 4400            | Isabelle                     | 2 episodios   |
| 2007          | Whistler            | Keltie                       | 1 episodio    |
| 2008          | Kyle XY             | Kenzie                       | 1 episodio    |
| 2008          | Fear Itself         | Kelly                        | 1 episodio    |
| 2009          | The Assistants      |                              | 1 episodio    |
| 2010          | Human Target        |                              | 1 episodio    |
| 2010          | Tower Prep          |                              | 1 episodio    |
| 2012-13       | Arrow               | Carly Diggle                 | 6 episodios   |
| 2012          | Primeval: New World |                              | 1 episodio    |
| 2013          | Emily Owens, M.D.   | Enfermera                    | 1 episodio    |
| 2013-14       | Once Upon a Time    | Marian                       | 5 episodios   |
| 2014-15       | Once Upon a Time    | Zelena                       | 6 episodios   |
| 2015          | UnREAL              | Shamiqua                     | 8 episodios   |
| 2018-presente | iZombie             | Michelle                     | 7 episodios   |